# Iglesia del Santo Redentor (Bangkok)
La Iglesia del Santo Redentor es un edificio religioso en Bangkok, Tailandia pertenece a la iglesia católica establecida por la Congregación del Santísimo Redentor. (también conocidos como los Redentoristas). Es parte de la archidiócesis católica de Bangkok, parte de la provincia eclesiástica de Tailandia.
La iglesia se encuentra en Soi Ruamrudee, frente a la estación de BTS Ploenchit (a 10 minutos a pie), muy cerca del barrio de las embajadas extranjeras en la ciudad.
Es accesible a través del tren BTS o en taxi motocicleta (1 minuto) Soi Ruamrudee.
La iglesia celebra la misa diaria con servicios separados en tailandés e Inglés.  Los elementos musicales de los servicios son proporcionados por un órgano electrónico y con la participación de la congregación.